# 哈斯勒·惠特尼

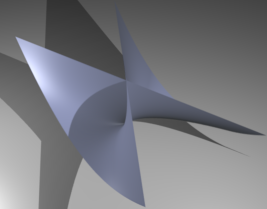
以惠特尼命名的三維曲面，惠特尼伞：x^{2} z - y^{2} = 0

哈斯勒·惠特尼（英語：Hassler Whitney，1907年3月23日—1989年3月10日），美國數學家，專長為微分幾何，早年研究圖論。惠特尼是奇点理论的建立者之一，也在示性类理论中作出基础性的贡献。

## 生平
哈斯勒·惠特尼于1907年3月23日出生于纽约。其父亲Edward Baldwin Whitney是纽约最高法院第一司法区的法官，其母亲A. Josepha Newcomb Whitney是一名艺术家且活跃于政治活动。他是康涅狄格州州长、首席大法官Simeon Eben Baldwin外甥。他的爷爷 William Dwight Whitney是耶鲁大学研究古代语言的教授、语言学家，研究梵语。惠特尼是康州州长、参议员 Roger Sherman Baldwin的曾孙，是美国国父、开国元勋罗杰·谢尔曼的玄孙。他的外祖父是天文学家、数学家西蒙·紐康（1835-1909)。
惠特尼曾有三次婚姻：他与首任妻子Margaret R. Howell于1930年5月30日结婚，并育有三个孩子。离婚后于1955年1月16日与Mary Barnett Garfield再婚，并育有两个女儿。之后又与第二任妻子离婚，并与Barbara Floyd Osterman于1986年2月8日结婚。
惠特尼第三次结婚后三年，于1989年5月10日因中风于普林斯顿逝世。

## 学术生涯
惠特尼曾就读于耶鲁大学，分别于1928年和1929年获得物理学和音乐学士学位。1932年，在哈佛大学博士毕业，在喬治·戴維·伯克霍夫(George David Birkhoff)指导下完成毕业论文关于图的著色问题。毕业后留校任教，历任助理教授、副教授、教授。后于普林斯顿高等研究院任教授至荣休。1977年至1989年，人国家科学基金数学委员会主席。1953年至1956年，亦曾任法兰西公学院交换教授。

## 工作

### 研究
惠特尼早期研究图论，后来用计算机辅助证明的四色问题的解决依赖于他的一些结论。他独立于 Bartel Leendert van der Waerden引入了拟阵，是现代组合学和表示理论基础性的记号。他证明了若干关于图的拟阵的定理，其中之一被称为惠特尼2-同构定理。
惠特尼一生都对函数的几何性质颇感兴趣。他在此领域早起的工作有关于
ℝn中闭子集上的函数以某种形式光滑延拓到ℝn上的可能性，这一问题的完整解答直到2005年由查尔斯·费夫曼给出。
1936年，惠特尼定义了一种Cr光滑流形，并且证明，渃r足够大，n维光滑流形能被嵌入到ℝ2n+1且在ℝ2n浸入。1944年，在n>2的情况下他又将背景空间的维数降低1，所使用的方法也被称为惠特尼技巧。这些结论开启了关于嵌入、浸入和光滑性的细致研究，如在拓扑流形上可以有不同的光滑结构。
他也是上同调理论與示性类理论的重要贡献者。
1982年沃爾夫數學獎得主。